# Аль-Бара ибн Азиб
Абу́ ‘Ума́ра аль-Бара́ ибн ‘А́зиб аль-Ансари (араб. البراء بن عازب‎; ?, Медина — 690-1, Эль-Куфа) — сподвижник пророка Мухаммеда и передатчик хадисов от него.

## Биография
Его полное имя: Абу ‘Умара аль-Бара ибн Азиб ибн Харис аль-‘Ауси аль-Ансари. Имел несколько куний, самая известная из которых Абу ‘Умара. Родился в Медине. Был родом из рода бану харис племени аус. Принял ислам в раннем возрасте до переселения мусульман в Медину. Его отец принял ислам раньше него. Ему, как и Ибн Умару и Усаме ибн Зейду было запрещено участвовать в сражениях мусульман против многобожников из-за молодого возраста. Начиная с битвы при Ухуде и Хайбаре, участвовал почти во всех сражениях мусульман. По данным историков, он участвовал в 14—18 сражениях. В 631 году сопровождал Халида ибн аль-Валида в Йемен для распространения ислама. Когда эта задача была отведена Али ибн Абу Талибу, он присоединился к нему. Согласно аль-Якуби, аль-Бара присягнул на верность Абу Бакру в Сакифе Бану Саиды после смерти Пророка и был среди тех, кто первоначально воздержался от присяги Абу Бакру.
При первых праведных халифах участвовал в войнах с Персией и Византией. Участвовал в походах на Рей, Кумис, Занджан, Абхар, Казвин и Туштар. Он даже мог фактически возглавлять силы, которые захватывали эти районы в конце правления халифа Умара и начале правления Усмана. Во время правления халифа Али был в числе его сторонников. Сражался в верблюжьей битве, Сиффине и Нахраване и даже был делегирован халифом Али к хариджитам для того, чтобы убедить как можно больше количество из них вернуться в лагерь.
Жил в Куфе. К концу жизни потерял зрение и умер в Куфе или Медине в то время, когда Ирак находился под контролем Мусаба ибн аз-Зубайра. Умер, вероятно, в 690 или 691 году в начале правления Язида ибн Муавии.
Был передатчиком хадисов.
Оставил после себя несколько сыновей. Среди его потомков был ряд выдающихся деятелей.